# Evrazijska plošča
Evrazijska ploča je ena glavnih litosferskih plošč planeta Zemlje, površine 67 811 000 km². 

## Opis
Evrazijska plošča obsega Evrazijo (kontinentalno maso, ki jo sestavljata Evropa in Azija, brez Indijskega podkontinenta, Arabskega podkontinenta in območja vzhodno od verige Verkojansk v vzhodni Sibiriji). Na zahodu se razteza vse do srednjeatlantskega hrbta. Del plošče zahodno od Urala včasih obravnavajo ločeno kot evropska plošča, kot tudi segmente južno od Alpsko-himalajske verige (anatolska, iranska in afganistanska plošča).
Na vzhodni strani meji s severnoameriško ploščo na severu in s filipinsko ploščo na jugu. Južna stran meji z afriško ploščo na zahodu, z arabsko ploščo na sredi ter z Indo-avstralsko ploščo na vzhodu. Zahodna stran je divergentna meja s severnoameriško ploščo in ustvarja severni del srednjeatlantskega hrbta. Je tretja  tektonska plošča po velikosti.

## Zunanje povezeve
- SFT and the Earth's Tectonic Plates na portalu Los Alamos National Laboratory Arhivirano 2013-02-17 na Wayback Machine.